# 안드레아 베넬리
안드레아 베넬리(이탈리아어: Andrea Benelli, 1960년 6월 28일~)는 이탈리아의 사격 선수로 주 종목은 스키트이다. 1996년 하계 올림픽 남자 스키트 종목에서 동메달을 획득했으며, 2004년 하계 올림픽  남자 스키트 종목에서 금메달을 획득했다.

## 경력
피렌체에서 태어났다. 아버지 루차노도 사격 선수로 활약했으며 아버지의 영향으로 사격을 시작했다. 1978년에 이탈리아 주니어 국가대표로 발탁되었으며 동독 줄에서 열린 유럽 주니어 선수권 대회에서 준우승을 차지했다. 1979년에 처음으로 성인 국가대표로 발탁되었다. 1979년 9월 유고슬라비아 스플리트에서 열린 1979년 지중해 게임에 출전했으며 스키트 종목에서 금메달을 획득했다. 이후 1983년 아르헨티나 투쿠만에서 열린 1983년 세계 산탄총 선수권 대회에서 단체전 금메달을 획득하면서 첫 국제 사격 연맹(ISSF) 공인 세계 선수권 대회에서 금메달을 획득했다.
1986년 줄에서 열린 1986년 세계 선수권 대회에서 미국의 매슈 드라이크의 뒤를 이어 은메달을 획득했으며 단체전에서는 금메달을 획득했다. 이후 같은 해에 몬테카티니테르메에서 열린 월드컵에서 은메달을 획득하면서 첫 사격 월드컵 메달을 획득했다. 이듬해인 1987년 스페인 발렌시아에서 열린 1987년 세계 산탄총 선수권 대회에서 금메달을 획득했다.
1988년 대한민국 서울에서 열린 1988년 하계 올림픽에 참가했으며 그는 예선에서 20위를 기록하면서 첫 올림픽을 마쳤다. 1990년에는 소련 모스크바에서 열린 1990년 세계 선수권 대회에서 쿠바의 세르반도 풀돈과 소련의 토마스 임나이시빌리를 제치고 금메달을 획득했다.
1992년 스페인 바르셀로나에서 열린 1992년 하계 올림픽에 참가했고 25위를 기록했다. 1994년에는 이탈리아 밀라노에서 열린 1994년 세계 선수권 대회에 참가하여 단체전 금메달을 획득했다. 
1996년 미국 애틀랜타에서 열린 1996년 하계 올림픽 남자 스키트 종목에서 대표팀 동료인 엔니오 팔코와 폴란드의 미로스와프 젭코프스키의 뒤를 이어 동메달을 획득하여 첫 올림픽 메달을 획득했다. 이듬해인 1997년에는 몬테카티니테르메에서 열린 월드컵 파이널에서 우승을 차지했으며 바리에서 열린 1997년 지중해 게임에서 스키트 금메달을 획득했다.
1999년 핀란드 탐페레에서 열린 1999년 세계 산탄총 선수권 대회에서 스키트 동메달을 획득했으며 2000년 시드니에서 열린 2000년 하계 올림픽에서는 5위에 올랐다. 이후 2003년에 키프로스 니코시아에서 열린 2003년 세계 산탄총 선수권 대회에서 단체전 동메달을 획득했다.
2004년 8월 그리스 아테네에서 열린 2004년 하계 올림픽 스키트 종목에서 핀란드의 마르코 켐파이넨과 쿠바의 후안 미겔 로드리게스를 꺾고 올림픽 금메달을 획득했다. 이 공로로 이탈리아 정부에게 이탈리아 공화국 공로장 사령관장 훈장을 받았다. 이듬해인 2005년에는 스페인 알메리아에서 열린 2005년 지중해 게임에 참가하여 스키트 종목에서 대표팀 동료인 팔코의 뒤를 이어 은메달을 획득했다. 2006년에는 크로아티아 자그레브에서 열린 2006년 세계 선수권 대회에서 단체전 금메달을 획득했다.
2008년 8월 중국 베이징에서 열린 2008년 하계 올림픽에서 24위를 한 후 현역에서 은퇴했으며 현재 고향 피렌체의 산엘레르노에 위치한 숙박 시설인 "아그리투리스모 페트로냐노"를 운영하고 있다.